# زینات علوی
زینات علوی (عربی: زينات علوي؛ ۱ ژانویهٔ ۱۹۳۰ – ۱ ژانویهٔ ۱۹۸۸) هنرپیشه اهل مصر بود. شناخته‌شده‌ترین فیلم او حضور در فیلمی به کارگردانی هنری برکات در سال ۱۹۵۵ بود. او همچنین به عنوان یک رقصنده مشهور در سبک رقص عربی شناخته می‌شود.